# Bonaventura Philip
Bonaventura Philip (Vinçà, 1805 - 1872) va ser un sacerdot nord-català que publicà diverses obres de teologia.

## Biografia
Estudià i s'ordenà el 1828 al seminari de Perpinyà, d'on en va ser professor d'ètica i moral fins al 1855. El 1841 havia estat nomenat canonge de la Perpinyà, i fou elegit vicari general honorari de la diòcesi el 1857. Publicà, signant Abbé B.Philip o a vegades ..Philipp quatre importants obres sobre teologia i apologètica que tingueren un cert ressò en el cristianisme francès.

## Obres
- Abbé B. Philip L'action providentielle constamment manifestée dans l'établissement et la propagation du christianisme au milieu des erreurs et des persécutions des temps passés et de l'époque moderne, ou Lettres philosophiques sur l'histoire du christianisme Paris: Lecoffre, 1849
- Chanoine B. Philip Conférences théologiques, dogmatiques et morales Paris: Tolra et Haton, 1867
- Abbé B. Philip Nouveau dictionnaire de théologie morale Paris: J. Lecoffre, 1857
- Abbé B. Philip Le Principe religieux, ou Études sur les livres saints appropriés aux besoins de notre époque Paris: Lecoffre, 1853
- Abbé B. Philip Visite aux Saintes Hosties de Pézilla-de-la-Rivière Paris: Tolra et Haton, 1869